# James McPherson (allenatore)
James Quar McPherson (Kilmarnock, 13 aprile 1891 – Newcastle upon Tyne, 12 agosto 1960) è stato un allenatore di calcio scozzese.

## Carriera
Ha guidato la Nazionale norvegese in occasione dei Giochi olimpici del 1920, nei quali la Nazionale fu eliminata ai Quarti di finale.